# Unilever
Unilever – brytyjskie przedsiębiorstwo z siedzibą w Londynie. Powstało w 1929 roku z połączenia Lever Brothers i Margarine Unie.
Produkuje głównie artykuły żywnościowe, środki czystości i higieny osobistej. Unilever zatrudnia 223 tys. pracowników (dane z 2008), łącznie w ok. 365 zakładach na sześciu kontynentach. Prezesem zarządu grupy (CEO) jest Hein Schumacher.
Unilever posiada łącznie ponad 400 różnych marek na całym świecie, jednakże przedsiębiorstwo koncentruje się na trzynastu swoich najbardziej zyskownych markach – tzw. bilion-dollar brands (ang. miliardowa marka), których średnia roczna sprzedaż przekracza miliard dolarów. Najlepsze 25 marek daje firmie Unilever ponad 70% całego rocznego dochodu.

## Historia
Unilever powstał w 1930 z połączenia brytyjskiego producenta mydła – Lever Brothers i holenderskiego producenta margaryny – Margarine Unie. Powodem całej operacji było używanie tego samego surowca – oleju palmowego, służącego zarówno do wyrobu margaryny, jak i mydła, dzięki czemu zamierzano osiągnąć większe oszczędności przy jego imporcie. W 1980 udziały ze sprzedaży mydła i tłuszczów roślinnych wynosiły już tylko 40% (w porównaniu do początkowych 90%).
W latach 30. XX w. Unilever poczynił duże inwestycje w Ameryce Łacińskiej. Przedsiębiorstwo powiększało się dzięki kolejnym przejęciom, m.in. w 1984 kupiło markę Brooke Bond (angielski producent herbaty), a w 1989 stało się właścicielem takich marek jak: Fabergé czy Elizabeth Arden, przejmując Calvin Klein Cosmetics (sprzedane w 2000).
Od roku 2000 Unilever rozpoczął podbój rynku amerykańskiego, wprowadzając coraz szerszy asortyment oraz przejmując w kwietniu 2000 marki Ben & Jerry’s i Slim Fast.
Obecnie Unilever posiada fabryki niemal na każdym kontynencie oraz ośrodki badawcze w Polsce (Poznań), w Colworth i Port Sunlight w Anglii, we Vlaardingen w Holandii, Trumbull, Connecticut, i Englewood Cliffs, New Jersey w USA, Bengaluru w Indiach, w Pakistanie oraz w Szanghaju w Chinach.
W 2020 r. przedsiębiorstwo podjęło decyzję o przeniesieniu siedziby do Londynu.

## Unilever w Polsce

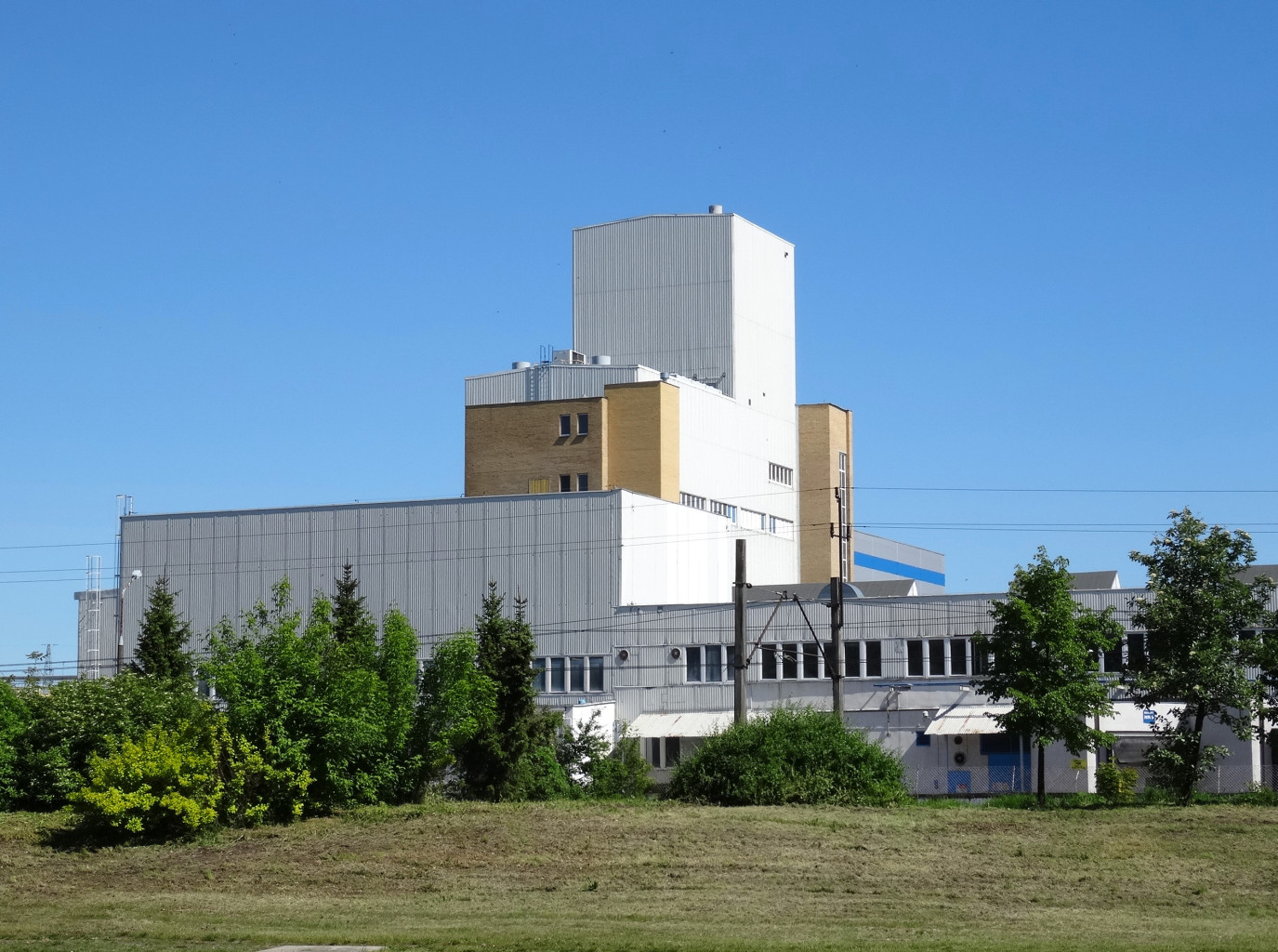
Fabryka Unilevera w Bydgoszczy, pierwsza inwestycja koncernu w Polsce (1991)

Przed II wojną światową koncern był właścicielem akcji kilkunastu spółek w Polsce. Produkowały one m.in. margaryny, oleje, mydła, środki piorące. Radion, Lux, Vim, Kometa, Elida, Biały Jeleń i Ceres. W 1935 r. stał się współwłaścicielem fabryki produktów chemicznych przy ul. Szwedzkiej 20 w Warszawie, która od tego czasu działała pod nazwą Schicht-Lever. Dzięki nowemu udziałowcowi spółka zapewniła sobie dostęp do taniego oleju palmowego z brytyjskich plantacji.
Po kilkudziesięciu latach nieobecności Unilever powrócił do Polski. W czerwcu 1991 koncern zakupił akcje bydgoskiej Polleny i otworzył swoją pierwszą polską spółkę: Lever Polska (m.in. Pollena 2000 – sztandarowy produkt tego zakładu wypromowany kampanią Ojciec prać).
W listopadzie 2016 Unilever posiadał w Polsce cztery zakłady produkcyjne:
- w Poznaniu (zupy w proszku, zupy mokre, przyprawy, majonezy i ketchupy),
- w Katowicach (produkcja margaryn i tłuszczów, przyprawy w płynie oraz mieszanie, pakowanie i dystrybucja herbat),
- w Bydgoszczy (detergenty, środki higieny osobistej, pasty do zębów),
- w Baninie koło Gdańska (lody).

Koncern ma także centrum magazynowania i dystrybucji w Woli Bykowskiej koło Piotrkowa Trybunalskiego oraz centrum usług finansowo-logistycznych w Katowicach. W 2016 r. zatrudniał w Polsce ok. 4 tys. pracowników.
W roku 2017 podjęto decyzję o sprzedaży w 2018 r. działu margaryn. nabywcą została firma KKR & Co.

## Produkty
Unilever posiada w swoim asortymencie 400 marek, wiele z nich występuje tylko na lokalnych rynkach.
Przykładowe z nich to m.in.:

### Żywność
- Amino – zupy i sosy instant,
- Algida – lody,
- Alsa – syropy i desery,
- Amora – majonezy i dressingi (Francja),
- Bertolli – sosy do makaronów i oliwa, margaryny (Włochy, Niemcy)
- Boursin – sery,
- Bovril – wyciąg z wołowiny,
- Breyers – lody,
- Brooke Bond(inne języki) – herbaty,
- Calvé – sosy, keczupy, musztardy, majonezy, masło orzechowe,
- Country Crock – margaryna,
- Delma (marka) – margaryna,
- Flora – margaryna (marka sprzedana w 2018 r.[8][9]),
- Findus – mrożonki (Włochy, Wielka Brytania, Skandynawia),
- Hellmann’s(inne języki) – majonez, ketchup,
- Kasia – margaryna,
- Knorr – sosy suche i mokre, zupy, posiłki typu instant, mrożona żywność,
- Lipton – herbaty,
- Marmite – wyciąg z drożdży,
- Ragú – sosy do makaronów,
- Rama – margaryna (marka sprzedana w 2018 r.[8][9]),
- Saga – herbata,
- Skippy – masło orzechowe,
- Slim Fast – produkty dietetyczne,
- Tortex(inne języki) – ketchup,
- Wish-Bone – dressingi.

### Środki czystości
- Cif – mleczka, spraye i płyny do czyszczenia powierzchni,
- Coccolino(inne języki) – płyn do płukania tkanin,
- Domestos – płyny i kostki do WC,
- Sunil – proszek do prania
- Omo – proszek do prania,
- Persil – proszek do prania (marka pod szyldem Unilevera jedynie w Wielkiej Brytanii, Irlandii, Francji i Nowej Zelandii),
- Pollena 2000 – proszek do prania,
- Neutral – proszek do prania
- Surf – proszek, płyn i kapsułki do prania
- Coral − płyny do płukania oraz prania, kapsułki do prania
- Comfort − płyny do płukania, kapsułki do prania

### Pielęgnacja ciała
- Axe – dezodoranty męskie, żele pod prysznic (w UK pod marką Lynx)
- Clear – szampony przeciwłupieżowe dla kobiet i mężczyzn,
- Dove – szampony, odżywki, balsamy, kremy, żele pod prysznic, dezodoranty damskie i mydła,
- Lifebuoy – mydła (Indie, Indonezja, Malezja, Singapur, Pakistan, Wietnam),
- Lux – mydło, żele i szampony,
- Mist – mydła (Egipt),
- Quix – płyn do zmywania (Chile),
- Rexona(inne języki) – dezodoranty, mydła (w UK Rexona występuje pod marką Sure)
- Signal – pasta do zębów,
- Sunlight,
- Sunsilk(inne języki) – szampony, odżywki, lakiery i pianki do włosów
- Timotei(inne języki) – szampony, odżywki, lakiery i pianki do włosów,
- Vaseline – balsamy, żele, dezodoranty (Brazylia, Hiszpania, Portugalia, Włochy, UK),
- Vinólia – mydła (Brazylia)
- Radox – żele do kąpieli (od 2009)

## Wpływ na środowisko

### Działania zmniejszające wpływ na środowisko
Unilever zapowiedział redukcję wpływu swojego rozwoju na środowisko naturalne poprzez zmniejszenie o połowę śladu ekologicznego produktów firmy w ciągu 10 lat; pomoc 1 miliardowi ludzi w poprawie ich zdrowia i dobrobytu; i pozyskiwanie wszystkich swoich surowców w sposób zrównoważony. We wrześniu 2019 r. firma ogłosiła, że jej zakłady na pięciu kontynentach są obecnie w 100% zasilane energią elektryczną ze źródeł odnawialnych, wyprzedzając cel wyznaczony na 2020 rok.

### Olej palmowy
W roku 2014 organizacja Greenpeace wytknęła firmie Unilever udział w procesie globalnego wylesiania; jeszcze wcześniej, w 2008 roku, Greenpeace UK krytykowała Unilever za pozyskiwanie oleju palmowego od dostawców mających bezpośredni wpływ na niszczenie lasów deszczowych w Indonezji. W tamtym czasie Indonezja traciła rocznie 2% pozostałej powierzchni lasów deszczowych, co stanowiło najszybsze tempo wylesiania na świecie. Program Środowiskowy Organizacji Narodów Zjednoczonych uznał plantacje palm, z których pozyskiwany jest olej, za główną przyczynę wylesiania w Indonezji. Co więcej, Indonezja była na czternastym miejscu na świecie pod względem wielkości emisji gazów cieplarnianych, głównie z powodu niszczenia lasów deszczowych na potrzeby branży oleju palmowego, odpowiedzialnej za 4% globalnych emisji gazów cieplarnianych. Według Greenpeace, niekontrolowaną ekspansję tej branży umożliwił praktyczny brak nadzoru ze strony władz centralnych i lokalnych wskutek zaniedbania procedur przeprowadzania analiz śladu ekologicznego, planowania przestrzennego i wydawania koncesji. Zakładano plantacje, które z mocy prawa były zakazane, a nielegalne wykorzystywanie ognia do eliminowania obszarów leśnych było powszechne.
Unilever, jako jeden z założycieli okrągłego stołu na rzecz zrównoważonego oleju palmowego (Roundtable on Sustanable Palm Oil, RSPO), zareagował publikacją planu pozyskiwania oleju palmowego w całości ze źródeł certyfikowanych jako zrównoważone do roku 2015. Unilever deklaruje, że cel ten został osiągnięty w 2012 r. i wzywa resztę branży do przejścia na 100% źródła zrównoważone do roku 2020. Jednakże w kolejnym raporcie w roku 2019 Greenpeace stwierdza, że Unilever był zaopatrywany w olej palmowy przez dostawców, którzy są odpowiedzialni za wypalenie obszaru o łącznej powierzchni bliskiej 180 000 ha lasów deszczowych w Indonezji w latach 2015–2018 r. W gronie dostawców Unilever było między innymi osiem firm uwikłanych w postępowanie sądowe lub z nałożonymi sankcjami oraz 20 firm, których działanie zostało zawieszone na czas przeprowadzania śledztwa w sprawie pożarów z 2019 roku.
W Wybrzeżu Kości Słoniowej, jeden z dostawców oleju palmowego firmy Unilever został oskarżony o wycinkę pod plantacje lasów zamieszkałych przez gatunek gerezanki (Miss Waldron's red colobus). Unilever interweniował, wstrzymując wycinkę na czas przeprowadzenia analizy śladu ekologicznego.
Według raportu opublikowanego przez Amnesty International w 2016 roku, dostawca oleju palmowego firmy Unilever, Wilmar International czerpał zyski z pracy dzieci i pracy przymusowej. Zgłaszano przypadki wymuszeń, gróźb i wstrzymywania wynagrodzeń za pracę. Niektórzy pracownicy odnieśli poważne obrażenia na skutek wykorzystywania zakazanych chemikaliów. W 2016 r. Wilmar International z Singapuru był największym na świecie producentem oleju palmowego.

### Plastik
W roku 2019, ruch BreakFreeFromPlastic uznał Unilever za jedno z dziesięciu największych światowych źródeł zanieczyszczenia plastikiem, natomiast analiza organizacji GAIA, zrzeszającej ponad 800 różnych podmiotów działających na rzecz redukcji zanieczyszczeń środowiska naturalnego na całym świecie, wykazała także, że Nestlé razem z koncernem Unilever są odpowiedzialni za jedną czwartą zebranych odpadów. Unilever jest pionierem ekonomii „saszetkowej”, czyli sprzedaży produktów (takich jak art. higieny osobistej i spożywcze) w małych, jednorazowych saszetkach. Takie opakowania są najczęściej wykonane z polietylenu niskiej gęstości, które są trudne w ponownym przetworzeniu i, co za tym idzie, bardzo rzadko poddawane recyklingowi, a jeżeli są stopami różnych tworzyw (np. plastik i folia aluminiowa) to są wręcz niemożliwe do ponownego przetworzenia. Największym rynkiem zbytu dla takich saszetek jest południowo-wschodnia Azja, gdzie te produkty są bardzo agresywnie reklamowane jako rozwiązanie dla gospodarstw domowych o niskich przychodach, które nie mogą sobie pozwolić na zakup tych produktów w większych opakowaniach. Jest to problemem o tyle większym, że owe kraje mają i tak niezbyt wydajne systemy gospodarowania odpadami, co sprawia, że miliony saszetek kończą na ulicach i w środowisku naturalnym. Unilever na Filipinach sprzedaje ponad połowę swoich produktów w saszetkach. W całej Azji południowo-wschodniej w 2016 roku Unilever sprzedał 27 miliardów produktów w saszetkach.
Zamiast inwestować w łatwiej dostępne opakowania wielorazowego użytku, Unilever eksperymentuje z nowymi technologiami produkcji i recyklingu jednorazowych saszetek, których wpływ na zdrowie i środowisko nie jest jeszcze jasny. Promowana przez Unilever technologia CreaSolv używa chemikaliów, aby rozpuścić stare saszetki i wyprodukować nowe, jednak Unilever nie podaje informacji na temat wpływu na zdrowie tych rozpuszczalników. Raport Greenpeace uznaje te działania za „fałszywe rozwiązanie” i wzywa Unilever do postawienia na system ekologicznych opakowań wielokrotnego napełniania. Mimo to Graham Forbes, lider projektów w sprawie światowego zanieczyszczenia plastikiem Greenpeace, uznał plany rozwiązania tego problemu przedstawione przez Unilever za najbardziej ambitne, jakie dotychczas stworzyła jakakolwiek globalna korporacja. Niemniej jednak Forbes zaznaczył, że Unilever powinien zobowiązać się zrobić jeszcze więcej w tej sprawie.

### Papier
Przez wiele lat, Unilever pozyskiwał papier do produkcji opakowań od firmy Asia Pulp & Paper, trzeciego największego producenta papieru na świecie, nazywanego „leśnym kryminalistą” z powodu niszczenia bezcennych siedlisk w lasach deszczowych Indonezji. W roku 2011, gdy Unilever zerwał kontrakt z Asia Pulp & Paper, dyrektor wykonawczy Greenpeace Phil Radford pochwalił firmę za jej starania w kwestii ochrony lasów i za „poważne podejście do ochrony lasów deszczowych”.

### Rainforest Alliance
Unilever certyfikuje swoje produkty herbaciane w ramach programu Rainforest Alliance. Firma deklaruje, że co najmniej 50% herbaty zawartej w jej produktach pochodzi z certyfikowanych gospodarstw, w porównaniu do minimalnego wymogu Rainforest Alliance wynoszącego 30%. Unilever zdecydował się na ten program zamiast Fairtrade, ponieważ zgodnie z analizą firmy Fairtrade może „nie mieć skali i elastyczności organizacyjnej potrzebnej do certyfikacji przemysłowych plantacji herbaty”.

#### Krytyka
System certyfikacji Rainforest Alliance krytykowano za to, że nie oferuje producentom ceny minimalnej lub gwarantowanej, pozostawiając ich na łasce wahań cen rynkowych. Alternatywny certyfikat, Fairtrade, spotkał się z podobną krytyką. Certyfikacja Rainforest Alliance została ponadto skrytykowana za umożliwienie umieszczania jej pieczęci na produktach, które zawierają tylko wymagane minimum 30% certyfikowanej zawartości, co według niektórych zagraża integralności certyfikatu.

### Zanieczyszczenie rtęcią
W roku 2001, fabryka termometrów rtęciowych prowadzona przez indyjską spółkę należącą do Unilever w Kodaikanal w południowych Indiach została zamknięta przez władze po tym, jak spółka została przyłapana na pozbywaniu się toksycznych odpadów w gęsto zaludnionej części miasta. Według oświadczeń spółki, więcej niż 2 tony rtęci dostały się do otoczenia. W 2011 roku raport rządu indyjskiego dotyczący zdrowia pracowników wykazał wiele przypadków chorób spowodowanych kontaktem z rtęcią w miejscu pracy. Ten skandal wywołał w Indiach dyskusję na temat dotychczas ignorowanych kwestii odpowiedzialności korporacyjnej.
W marcu 2016, Unilever osiągnął ugodę pozasądową (na nieujawnioną kwotę) z prawie 600 byłymi pracownikami, którzy pozwali spółkę za świadome wystawienie ich na działanie toksycznego pierwiastka.

### Afera związana z salmonellą w lipcu-wrześniu 2016

#### Salmonella w płatkach śniadaniowych w Izraelu
W lipcu 2016 roku wśród izraelskich konsumentów rozeszły się pogłoski na temat skażenia płatków śniadaniowych salmonellą. Początkowo Unilever nie udzielał żadnych informacji na ten temat, a zapytania w tej sprawie nie były traktowane przez firmę poważnie. 26 lipca 2016 roku Unilever wstrzymał dostawy płatków kukurydzianych do sieci sprzedaży detalicznej. 28 lipca Yedioth Ahronoth ogłosił, że zniszczeniu uległy tysiące opakowań płatków śniadaniowych. Do tego czasu, pomimo zapewnień firmy o braku salmonelli w jej produktach, wiele osób zaprzestało ich kupowania i zaczęło wyrzucać już posiadane płatki wyprodukowane przez Unilever. Firma odmówiła ujawnienia informacji na temat dat produkcji produktów, których mógł dotyczyć problem.
2 sierpnia 2016, Globes poinformował, że firma opublikowała więcej informacji na temat płatków Telma przerabianych na linii produkcyjnej, na której odkryto obecność salmonelli i wystosowała oficjalne oświadczenie w tej sprawie, podkreślając, że wszystkie produkty Telma znajdujące się w sklepach i domach są bezpieczne w spożyciu. Zgodnie z rygorystycznymi procedurami firmy, każda partia produkcyjna jest zawieszana na czas testowania. Produkty te nie są przekazywane do sprzedaży, dopóki testy nie wykażą, że są one bezpieczne. W przypadku jakichkolwiek problemów dana seria nie jest kierowana do sprzedaży. W następnych dniach Minister Zdrowia Yakov Litzman zagroził odebranie Unilever licencji na Izrael. Zarzucił też firmie Unilever okłamywanie jego ministerstwa w sprawie płatków śniadaniowych skażonych salmonellą.
7 sierpnia Globes poinformował, że skażenie może pochodzić z odchodów gołębi. Ministerstwo Zdrowia oznajmiło, że mogą istnieć inne źródła skażenia, a odchody gołębi nie są jedynym możliwym źródłem. Globes obwieścił również, że linia produkcyjna jest automatyczna („bez ludzkich rąk”), a więc możliwość, że źródłem zakażenia jest człowiek, jest bardzo mało realna. 8 sierpnia 2016 r. izraelski Minister Zdrowia zawiesił licencję Unilever do czasu wprowadzenia przez firmę szeregu zmian; decyzja ta wydana została na podstawie wyników kontroli zakładu w Arad, która wykazała „serię zaniedbań” związanych z procedurami zarządzania i kontroli jakości firmy, ale nie wynikających z działań umyślnych. Dochodzenie prowadzone przez prof. Itamr Grutto i Eli Gordon zakończyło się wnioskiem, że skażenie wywołane zostało przez zaniedbanie.
23 września potwierdzono, że płatki wyprodukowane między 18. a 20 września w zakładzie w Arad zawierały ślady salmonelli.

#### Pozwy zbiorowe
Złożony pozew zbiorowy musi najpierw zostać zatwierdzony przez izraelski sąd, po zatwierdzeniu sprawa zostanie rozpatrzona.
- Na kwotę 1,2 mln NIS (≈ 329 tys. USD) przeciwko Unilever za ukrywanie skażenia i wprowadzanie w błąd opinii publicznej[48]
- Na kwotę 76 mln NIS (≈ 23 mln USD) przeciwko Unilever po tym, jak piętnastolatek był hospitalizowany z powodu Salmonellozy po rzekomym zakażeniu salmonellą pochodzącą z produktów Unilever[49]

#### Salmonella w Tahini
31 sierpnia 2016 roku, Unilever oświadczył, że Tahini produkowane przez RJM było skażone salmonellą.